# Тамброни, Клотильда
Клотильда Тамброни (итал. Clotilde Tambroni) — итальянская филолог, лингвист и поэтесса.
Дочь Пола, уроженца Пармы, и Марии Розы Муцци; сестра дипломата и учёного Джузеппе Тамброни. Проявила сильную способность к обучению, выучила древнегреческий под руководством грека Эммануэля Апонте, профессора в Болонье. Далее в учении уделялось больше внимания латыни. Как гласят некоторые анекдоты того времени, Клотильду постигло разочарование в любви, и она целиком посвятила себя изучению древних языков. В 1792 году она стала членом Аркадской академии под псевдонимом Дориклея Сициония (Doriclea Sicionia), а 23 ноября 1793 года она даже без научной степени получила место на кафедре греческого языка в университете Болоньи, для которого написала и прочла инаугурационную речь в 1806 году. Она также отличилась в знании современных языков, в том числе освоила испанский, французский и английский.
В 1798 году с приходом Наполеона в Италию и рождением Цизальпинской республики, Тамброни пришлось покинуть место за отказ присягнуть на верность новому государству. Вынужденная покинуть Италию, она со своим учителем укрылась в Испании, где вступила в Королевскую академию испанского языка. Однако, несмотря на свои политические взгляды, в сентябре 1799 года она была восстановлена на кафедре греческого языка и литературы. В 1804 году жалование было существенно увеличено. В 1808 году Клотильда досрочно вышла на пенсию по состоянию здоровья. Похоронена на кладбище Чертоза ди Болонья, в мраморном саркофаге, с памятником-бюстом, изготовленным скульптором Адамо Тадолини при помощи Антонио Кановы, друга Клотильды, создал мраморный бюст.

## Произведения
- Per le faustissime nozze del nobil uomo il signor conte Niccolo Fava Ghisilieri colla nobil donna la signora Gaetana Marescotti Berselli. Versi, co’ tipi Bodoniani, Parma 1792.
- Pel felice parto della nobil donna signora contessa Susanna Jenisson Walworth Spencer. Ode greco-italiana, Stamp. S. Tommaso d’Aquino, Bologna 1792.
- Per la ricuperata salute dell’em.mo e rev.mo signor cardinale d. Andrea Gioannetti degnissimo arcivescovo di Bologna. Ode pindarica, stamp. S. Tommaso d’Aquino, Bologna 1793.
- Al nobile ed eccelso signor conte senatore Ferdinando Marescalchi Fava pel quinto solenne suo ingresso al gonfalonierato di giustizia della città e popolo di Bologna. Ode saffica greca, co’ tipi Bodoniani, Parma 1794.
- In onore del celebre tipografo Giambattista Bodoni. Elegia greca, Tip. Reale Bodoni, Parma 1795.
- In lode del feld-maresciallo conte di Clairfait. Ode, Stamp. S. Tommaso d’Aquino, Bologna 1796.

### Эпистолярный жанр
- Lettere inedite di Clotilde Tambroni, a cura di M.F. Sacchi, Tip. Agnelli, Milano 1804.
- Alcune lettere della celebre grecista Clotilde Tambroni, a cura di F. Raffaello, Tip. Corradetti, San Severino Marche 1870.
- Lettere di quattro gentildonne bolognesi, a cura di S. Battistini e C. Ricci, Tip. Monti, Bologna 1883.